# Àstrid Desset i Desset

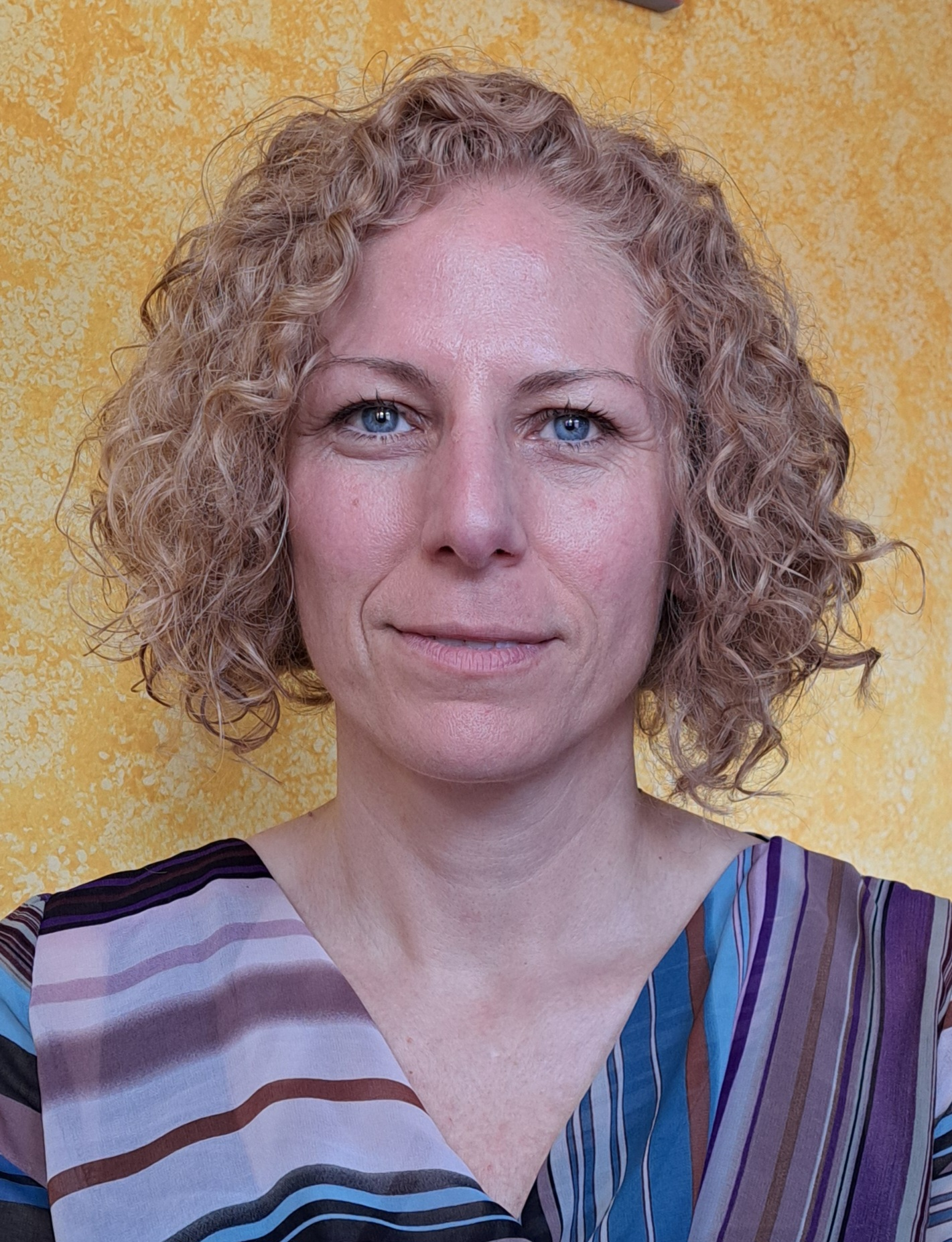
Astrid Desset (octubre 2024)

Àstrid Desset i Desset (Argentina, 1971) és graduada en Enginyeria Informàtica, postgrau en Administració Electrònica i Govern Obert i Màster en Innovació i Transformació Digital.
És també Vicedegana de Presidència del Col·legi d'Enginyeries Tècniques i Grau en Enginyeria Informàtica de Catalunya.
A títol professional, actualment desenvolupa la seva activitat principal com a tècnica de l'equip d'eMunicipis de la Diputació de Girona, servei que pretén ajudar els ajuntaments i les entitats locals en la implantació de l’administració electrònica i en l’ús de les tecnologies vinculades.
Exerceix una segona activitat a temps parcial com a professora col·laboradora de la UOC en l'àmbit de la ciència de dades.
Va ser alcaldessa d'Anglès durant sis anys, des del 13 de juny de 2015 fins al 19 de juliol de 2021, data en què va ser nomenada directora gerent del Consorci Administració Oberta de Catalunya, ens públic adscrit al Departament de Vicepresidència, Polítiques Digitals i Territori de la Generalitat de Catalunya. El desembre de 2022 va renunciar al càrrec i sol·licitar la reincorporació a la seva plaça.
Ha estat també presidenta del Consorci del Ter format per 70 municipis i 5 consells comarcals de la conca del Ter i afluents, vicepresidenta de Projecció Exterior i Institucional de l'Associació Catalana de Municipis i Comarques i consellera de l'àrea d'organització interna, àmbit Informàtica, del Consell Comarcal de la Selva.
Va formar part de la candidatura de Junts per Catalunya a les eleccions al Parlament de Catalunya de 2017.